# Гринвуд (Британска Колумбија)
Гринвуд (енгл. Greenwood) је град у Канади у покрајини Британска Колумбија. Према резултатима пописа 2011. у граду је живело 708 становника.

## Становништво
Према резултатима пописа становништва из 2011. у граду је живело 708 становника, што је за 13,3% више у односу на попис из 2006. када је регистровано 625 житеља.
| 2006. | 2011. |
| ----- | ----- |
| 625   | 708   |